# نجيبة أحمد
نجيبة أحمد (مواليد 1954) (بالكردية: نهجیبە ئهحمهد، Necîbe Ehmed، [nəɟibə əħməd]) هي المعاصرة الكردية الكاتبة والشاعرة والمترجمة. ولدت في مدينة كركوك الشمالية. درست اللغة الكردية وآدابها في جامعة السليمانية وعملت مدرساً لسنوات عديدة قبل أن تنضم إلى الحركة التحررية الكردية. وقد نشرت ثلاثة مجلدات من القصص القصيرة لها وشعرها. دخلت عالم الأدب في 1976؛ في الوقت الذي كانت الشاعرة الكردية الأنثى الوحيدة.
ترجمتها من العربية والفارسية إلى الكردية، تشمل المواد الأدبية والروايات والقصص القصيرة والدراما، والأعمال الأدبية للأطفال.

## الكُتب
1. بكاء الربيع، تبريز، إيران، عام 1994.
2. راسان (قصص قصيرة) تبريز، إيران، عام 1994.
3. تاريخ شجرة التفاح، اربيل(هولير)، كردستان العراق، 1998.
4. فراشات الموت (قصص قصيرة)، اربيل(هولير) كردستان العراق عام 1998.
5. وغزالة خُلقت من الماء، اربيل (هولير)، كردستان العراق، 2005
6. قيامة براعم الكمثرى، اربيل (هولير)، كردستان العراق، 2005

هايني سرور (ولدت في 23 مارس 1945) هي مخرجة افلام لبنانية. وكانت أول مخرجة عربية تُخرج فيلماً، ساعة التحرير دقت أو The Hour of Liberation Has Arrived،الذي تم اختياره لمهرجان كان السينمائي. سرور كانت توْمن بأن المجتمع العربي اضطهد النساء وأبقاهم في دور ثانوي، والذي منعهم من ايجادالفرص لخلق الفن. سرور دافعت عن حقوق المرأة من خلال أفلامها، كتاباتها، وذلك بتمويل صانعي الأفلام آخرون.

## المشوار المهني
ولدت في عام 1945 في بيروت، ودرست سرور علم الاجتماع في الجامعة الأميركية في بيروت، ثم أكملت الدكتوراه في الأنثروبولوجيا الاجتماعية في جامعة السوربون. أول فيلم لها خبز جِبالنا (1968، 3، 16mm و) فُقٍدأثناء الحرب الأهلية اللبنانية.
في عام 1974، فيلمها ساعة التحرير قد وصلت، حول انتفاضة في عمان، وقد تم اختياره على المنافسة في مهرجان كان السينمائي، مما يجعل سرور أول امرأة عربية يتم اختيار فيلمها لمهرجان دولي.
وكانت سرور صوتاً لوضع المرأة في المجتمع العربي، وفي عام 1978، جنبا إلى جنب مع المخرجة التونسية سلمى بكار والمؤرخة العربية السينمائية ماجدة واصف، أعلنت صندوقاً مساعدة جديداً «لتعبير النساء عن الذات في السينما».

### الأفلام القصيرة والوثائقية
1. الشيخ المُغني (1991، 10 '، فيديو)
2. عيون القلب (1998، 52 '، فيديو)
3. نساء فيتنام (1998، 52 '، فيديو)
4. إضراب المرأة العالمي 2000 (2000، فيديو)

## الأفلام الروائية
1. ساعة التحرير دقت (1974، 62، 16mm)
2. ليلى والذئاب (1984، 90، 16mm)